# Cehu Silvaniei
Cehu Silvaniei (ungarsk: Szilágycseh, indtil 1854 Szilágy-Cseh, som betyder "Tjekker fra Szilágy") er en by i distriktet  Sălaj i Crișana, Rumænien. Byen, der har  6.369 (2021) indbyggere, administrerer fire landsbyer: Horoatu Cehului (Oláhhorvát), Motiș (Mutos), Nadiș (Szilágynádasd) og Ulciug (Völcsök).

## Byens historie
Den første skriftlige omtale af byen stammer fra 1319 under navnet Cheevar. I 1405 blev byen nævnt under navnet Chehy. Det ungarske navn på byen henviste til en stand af tjekkisk oprindelse.
Byen var indtil 1918 en del af Kongeriget Ungarn og specifikt af Fyrstendømmet Transsylvanien. I 1529 tildelte voivod István Báthory byen retten til at styre sig selv.
Efter opløsningen af fyrstendømmet Transsylvanien i 1867 og dets direkte indlemmelse i Østrig-Ungarn som en del af Ungarn (se Det østrig-ungarske kompromis), blev byen i 1876 tilknyttet Szilágy. I 1918, under kejserrigets opløsning ved afslutningen af Første Verdenskrig, blev byen en del af Kongeriget Rumænien.
Fra 1940 til 1944 blev den annekteret af Ungarn som følge af Wien-diktatet. I maj 1944 blev dens jødiske samfund udryddet af nazisterne under flere deportationer til Auschwitz.
Ved afslutningen af Anden Verdenskrig blev byen indlemmet i Rumænien igen.